# Бациевце
Бациевце (серб. Бацијевце) — населённый пункт в общине Сурдулица Пчиньского округа Сербии.

## Население
Согласно переписи населения 2002 года, в селе проживало 98 человек (все сербы).
| Численность населения | Численность населения | Численность населения | Численность населения | Численность населения | Численность населения | Численность населения | Численность населения |
| 1948                  | 1953                  | 1961                  | 1971                  | 1981                  | 1991                  | 2002                  | 2011                  |
| --------------------- | --------------------- | --------------------- | --------------------- | --------------------- | --------------------- | --------------------- | --------------------- |
| 307                   | 317                   | 310                   | 273                   | 226                   | 157                   | 98                    | 63                    |

## Религия
В селе расположены руины церкви.